# Tyngdtäcke
Ett tyngdtäcke är ett sovtäcke med insydda tyngder. Tyngdtäcken används inom vård och terapi för att lindra ångest och sömnsvårigheter men marknadsförs också direkt till allmänheten för att lindra sömnbesvär.
Tunga täcken har ingen vetenskapligt bevisad effekt.
Täckenas tyngd varierar mellan cirka 3 och 18 kg. Även täckets material och övriga egenskaper sägs kunna påverka sömnen. Täcken som innehåller stålringar eller kedjor är generellt sett dyrare än motsvarande där vikten utgörs av sand- eller silikonpellets. Det finns även mjuka tyngdtäcken där vikten utgörs av längsgående fibertrådar.